# Milostná soška Panny Marie
Soška Milostného zobrazení Panny Marie v kostele sv. Jáchyma v Jáchymově byla původně umístěna v kapucínském hospici na Mariánské. 
Podle pověsti byla nalezena v kurníku u Červeného domu (do požáru města v roce 1873 č. p. 119, dnes č. p. 273 na Náměstí Republiky). Soška samotná představuje barokní dílo tzv. Španělského stylu, je polychromovaná, s korunkami vytepanými z pozlaceného plechu. Na zadní straně hlavy a zad je poškozena. První pouť putovala s arcibiskupským svolením na svátek Navštívení Panny Marie 2. července 1694. Při příležitosti svatořečení sv. Barnarda byly v roce 1796 k sošce přidáni dva klečící horníci.
Sošku milostné Panny Marie věnovala do původní kaple na Sorgu Lucie Mádrová, měšťanka z Jáchymova. Ta ji získala jako dědictví po městském soudci Davidu Weidnerovi, který zemřel v roce 1682. Pověst o zázračné sošce se brzy rozkřikla a k sošce se začaly pořádat pouti. V roce 1902 vydal kapucín páter Franziskus Seraphin brožuru Gebets-Erhörungen durch die Fürsprache der heil. Mutter Maria-Sorg sepsanou podle Pamětní knihy kláštera (Memorabitienbuch). V této brožurce popisuje zázračná uzdravení a záchrany, které se udály u sošky. Podotýká ale, že tato nebyla prozkoumána církví, pouze jsou v souladu s Dekrety papeže Urbana VIII. z 13. března 1625 a 5. června 1631.
V září roku 1949 došlo k uzavření kláštera na Mariánské. V této době zde žili pouze dva kapucíni – páter Optat a bratr Prokop. Mimo ně tam byla zaměstnána Anna Kämpf a kuchařka. Jako ministrant a varhaník tam působil Josef Frank. Těsně před uzavřením kláštera převezli páter Optat, kaplan Smejkal a p. Frank milostnou sošku Panny Marie do kostela v Novém Zvolání. Toto místo zvolili, protože se jim Jáchymov nezdál bezpečný a navíc kněz v Jáchymově neprojevil o umístění sošky zájem. Následně byli Optat a Smejkal zatčeni Státní bezpečností za údajné přechovávání zbraní. Dne 12. června 1952 byla soška předána do děkanského kostela sv. Jáchyma v Jáchymově. Toto přemístění ale vyvolalo značný odpor ve Vejprtech. Spor proto řešila Kapitulní konzistoř v Praze. Ta rozhodla 8. června 1954, že soška musí být navrácena do Nového Zvolání. Jáchymovské orgány (předseda MNV, obyvatelé, představitelé Uranových dolů) proti tomuto rozhodnutí sepsali memorandum doplněné podpisy věřících, které 12. června 1954 odeslali konzistoři. Argumentovali hlavně tím, že soška byla věnována jáchymovskou měšťankou do kostela na Mariánské, který byl pouze filiálním kostelem Jáchymova a spadal pod jáchymovskou faru. Tudíž neexistuje žádný právní ani historický nárok na straně Vejprt a tím i Nového Zvolání. Na základě toho Pražská konzistoř dne 31. července 1954 definitivně rozhodla o setrvání sošky v Jáchymově. Dne 8. listopadu 1987 převedl dekretem „na věčnou paměť“ pražský arcibiskup František kardinál Tomášek poutní místo z Mariánské do děkanského kostela v Jáchymově.